# Serie A1 1979/80
Die Saison 1979/80 war die 46. Spielzeit der Serie A1, der höchsten italienischen Eishockeyspielklasse. Meister wurde zum insgesamt dritten Mal in der Vereinsgeschichte der HC Gherdëina.

## Modus
Zunächst bestritten die sieben Mannschaften eine gemeinsame Hauptrunde. Die vier bestplatzierten Mannschaften qualifizierten sich für die Finalrunde, in der der Meister ausgespielt wurde. Für einen Sieg erhielt jede Mannschaft zwei Punkte, bei einem Unentschieden gab es einen Punkt und bei einer Niederlage null Punkte.

## Hauptrunde
|    | Klub          | Punkte |
| -- | ------------- | ------ |
| 1. | HC Bozen      | 44     |
| 2. | HC Gherdëina  | 42     |
| 3. | HC Meran      | 34     |
| 4. | SG Cortina    | 32     |
| 5. | Asiago Hockey | 28     |
| 6. | HC Bruneck    | 26     |
| 7. | HC Alleghe    | 16     |
| 8. | HC Valpellice | 5      |

Sp = Spiele, S = Siege, U = unentschieden, N = Niederlagen, OTS = Overtime-Siege, OTN = Overtime-Niederlage, SOS = Penalty-Siege, SON = Penalty-Niederlage

## Finalrunde
|    | Klub         | Punkte |
| -- | ------------ | ------ |
| 1. | HC Gherdëina | 11     |
| 2. | HC Meran     | 10     |
| 3. | HC Bozen     | 9      |
| 4. | SG Cortina   | 4      |

Sp = Spiele, S = Siege, U = unentschieden, N = Niederlagen, OTS = Overtime-Siege, OTN = Overtime-Niederlage, SOS = Penalty-Siege, SON = Penalty-Niederlage

## Meistermannschaft
Lucio Brugnoli – Leo Demetz – Paul Demetz – Herbert Frisch – Kim Gellert – Hini Goller – Norbert Goller – Guido Grossrubatscher – Adolf Insam – Ivo Insam – Fabrizio Kasslatter – Erwin Kostner – Walter Kostner – Philipp Noflaner – Guido Paur – Roland Perathoner – Rudi Pescosta – Viktor Pescosta – Nick Sanza – Egon Schenk – Roland Stuffer – Guido Vinatzer; Trainer: Ron Ivany